# Samuel Dalinus
Samuel Danielis Dalinus, född 1640 i Linköping, död 1 januari 1674 i Linköping, var en svensk präst och lektor i Linköping.

## Biografi
Dalinus föddes 1640 i Linköping. Han var son till prosten Daniel Danielis Dalinus och Elisabet Enander i Skänninge. Dalinus blev 18 juni 1659 student vid Uppsala universitet, Uppsala. 1670 blev han lektor i filosofi vid Linköpings gymnasium, Linköping och 1673 blev Dalinus lektor i matematik därstädes. 29 september 1673 prästvigdes Dalinus. Han avled 1 januari 1674 i Linköping och begravdes 11 februari samma år.

### Familj
Dalinus gifte sig 20 februari 1672 med Ingrid Figrelius. Hon var dotter till domprosten Benedictus Nicolai Figrelius och Anna Andersdotter Lind i Linköping. De fick tillsammans dottern Ingrid (född 1673).